# Monte Colombano
O Monte Colombano é uma montanha dos Alpes Graios. Situa-se na Itália entre Vale de Lanzo, Vale Casternone e Vale Ceronda.

## Classificação SOIUSA
De acordo com a classificação alpina SOIUSA (International Standardized Mountain Subdivision of the Alps) esta montanha é classificada como:
- grande parte = Alpes Ocidentais
- grande setor = Alpes do Sudoeste
- secção = Alpes Graios
- subsecção = Alpes de Lanzo e da Alta Maurienne
- supergrupo = cordilheira Rocciamelone-Charbonnel
- grupo = grupo do Rocciamelone
- subgrupo = serrania Lunella-Arpone
- código = I/B-7.I-A.2.b

## Imagens

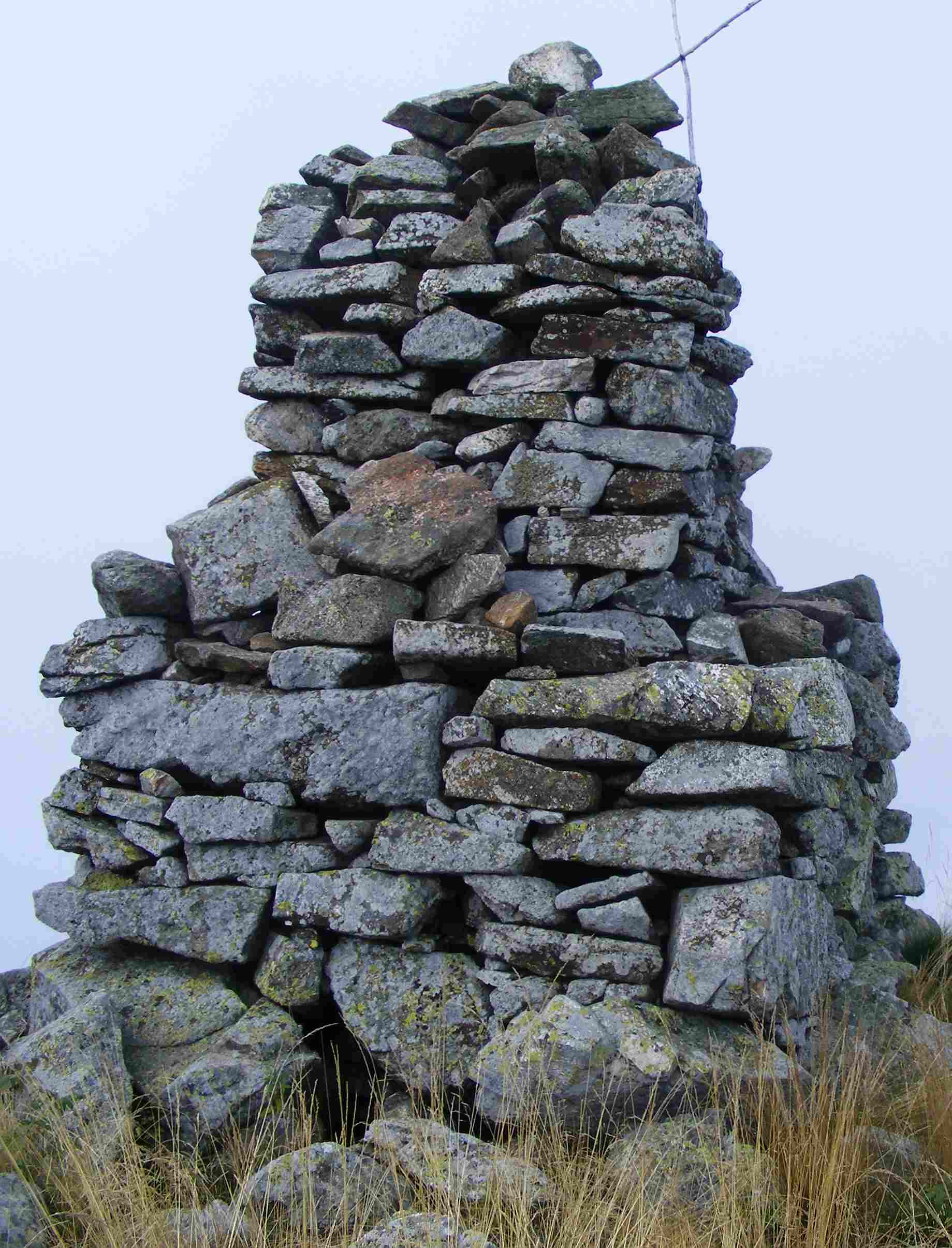
O grande moledo em cima o monte Colombano.
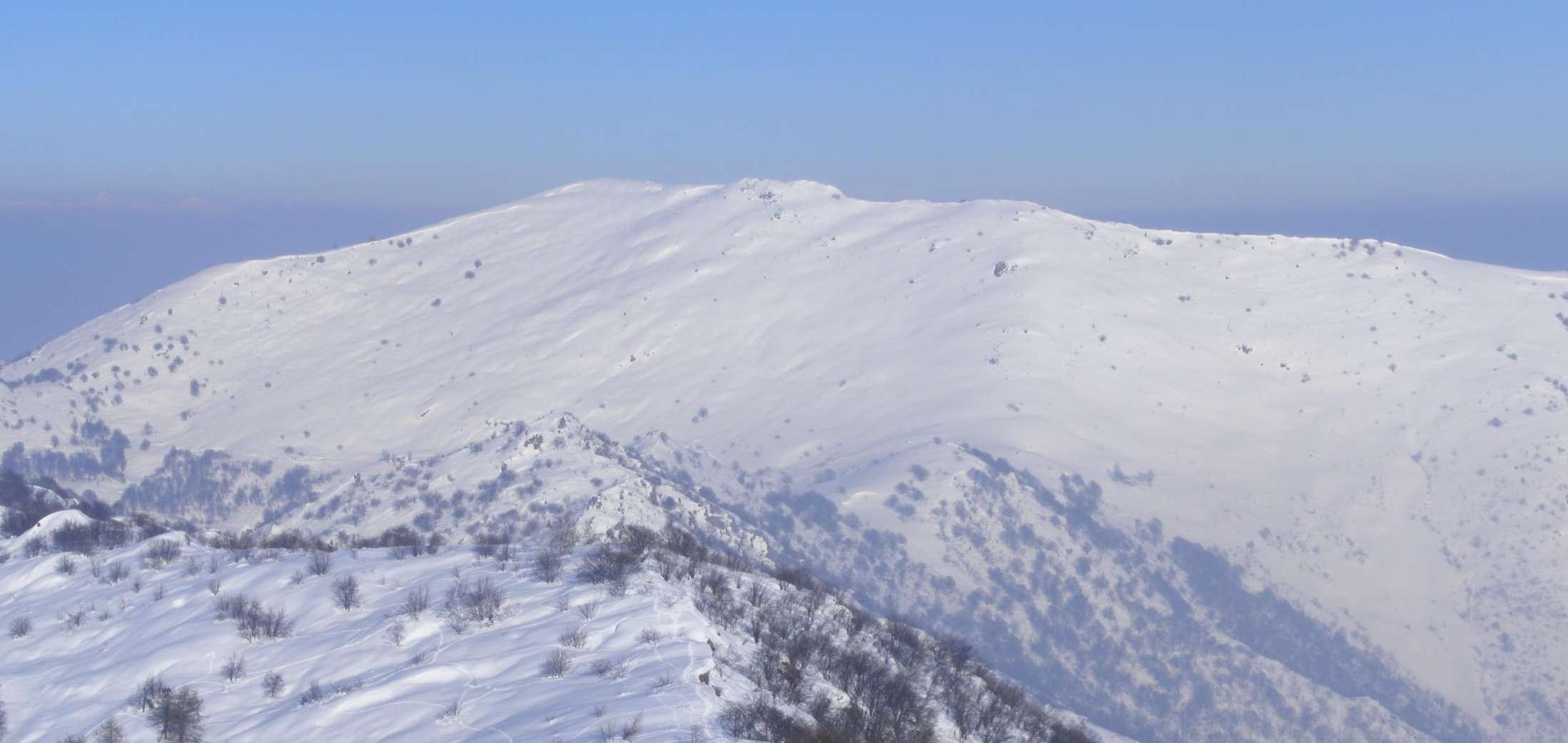
Monte Colombano visto durante o inverno.